# Antanas Samuolis

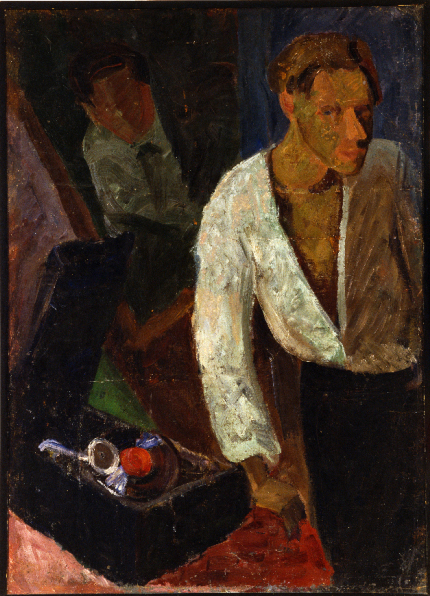
Zelfportret

Antanas Samuolis (Raseiniai, 3 juni 1899 - Leysin, 9 februari 1942) was een Litouws kunstschilder. Hij wordt overwegend gerekend tot het expressionisme.

## Leven en werk
Samuolis bezocht de in 1920 opgerichte tekenschool van Justina Vienozinskis in Kaunas, waar hij zeven jaar lang studeerde. Naast zijn kunstenaarschap verdiende hij de kost als restaurator. Tussen 1930 en 1933 nam hij deel aan diverse exposities van de groep 'Onafhankelijk kunstenaars'. In 1932 richtte hij met Victoras Vizgirda en Antanas Gudaitas de groep 'Ars' op, die pleitte voor een onafhankelijk Litouws kunstleven.
Samuolis stijl wordt wel gekenmerkt als lyrisch expressionisme. Zijn stijl is onrustig, nerveus, met een duidelijk zichtbare penseelvoering. Kleuren bracht hij vaak ongemengd op het doek en om ze pas daarna uit te strijken. In een catalogus bij een tentoonstelling uit 1933 schreef de kunstcriticus Vienozinskis: "Het karakter van zijn kleurige vormen impliceert een duistere diepte, een enorme feestelijke ernst die, zo zou ik het willen uitdrukken, de sfeer oproept van een monumentaal archaïsch sprookje.
Samuolis leed sinds 1929 aan tuberculose. Vanaf 1937 verbleef hij in een sanatorium te Leysin, in Zwitserland. In 1940 schreef hij nog aan zijn schoonzus Stase: "Ik heb de hoop nog niet opgegeven dat ik weer op krachten zal komen, maar als ik nu van de ene muur naar de andere loop ben ik al buiten adem". Begin 1942 overleed hij, op 42-jarige leeftijd. Zijn nalatenschap omvat slechts 55 werken.
Samuolis exposeerde gedurende zijn leven nooit in het buitenland. Toen na zijn dood Litouwen werd ingelijfd door de Sovjet-Unie werd ook daar zijn werk in de ban gedaan. Ik het westen is hij mede daardoor relatief onbekend gebleven. In Litouwen wordt hij echter beschouwd als de belangrijkste nationale kunstschilder uit het interbellum en een van de grondleggers van de moderne Litouwse schilderkunst. Diverse van zijn werken zijn te zien in het Nationalmuseum te Kaunas.

## Schilderijen

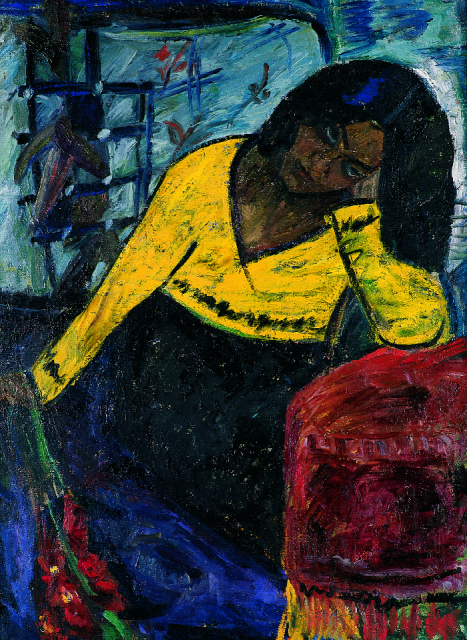
Vrouw in geel (portret van zijn schoonzus Stase)
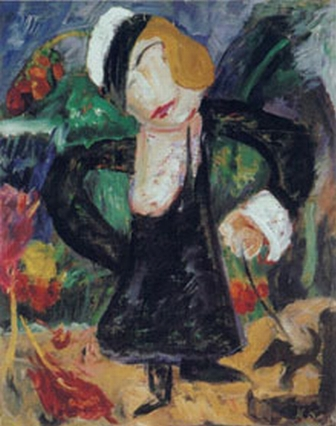
Dame
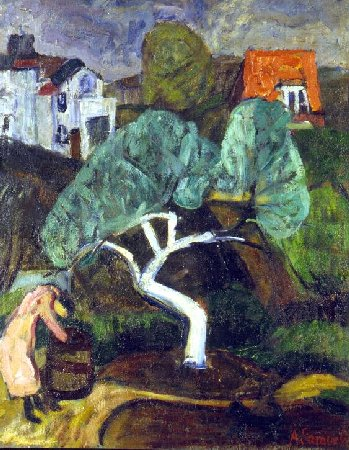
De witte appelboom
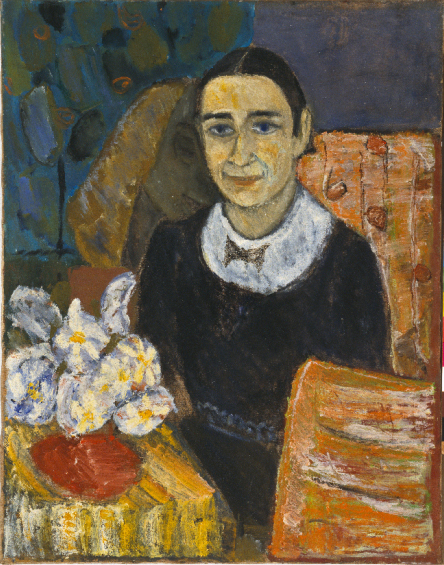
Vriendin Judith
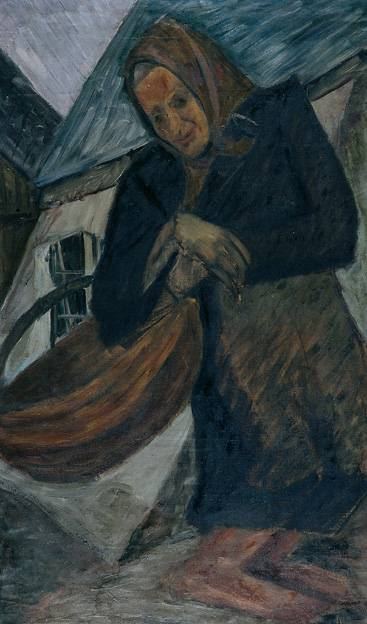
Grootmoeder
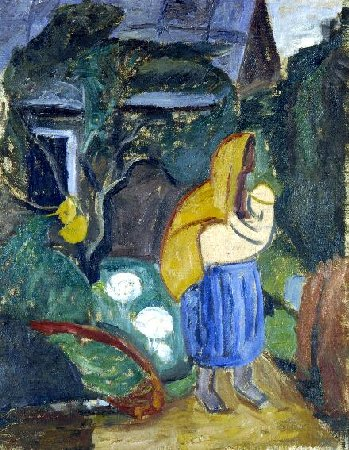
Vrouw met kind
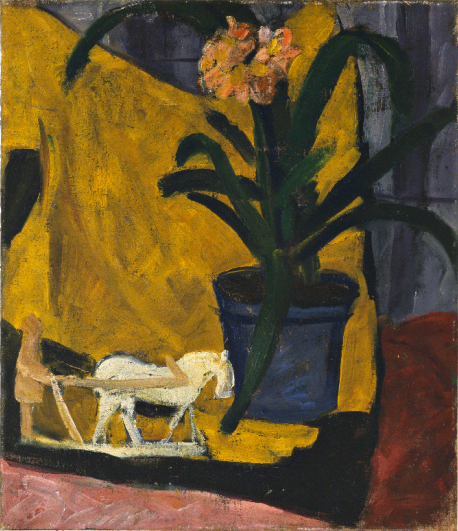
Stilleven met ploeg
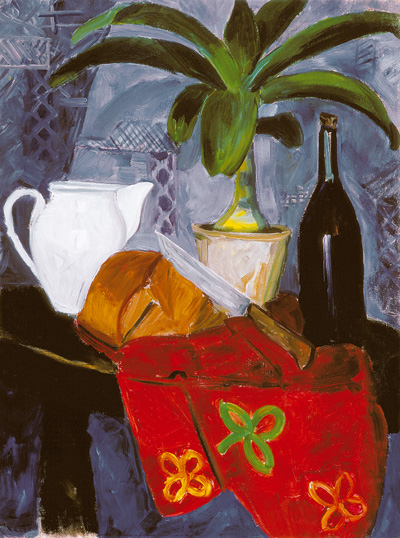
Stilleven
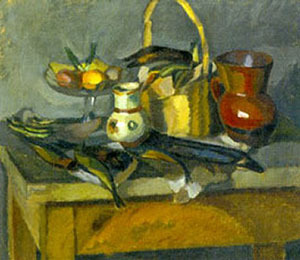
Stilleven
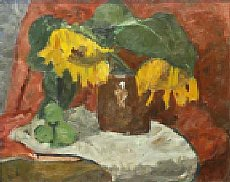
Zonnebloemen